# هلن استبروک
هلن استبروک (به انگلیسی: Helen Estabrook) تهیه‌کننده فیلم اهل ایالات متحده آمریکا است. وی برای تهیه‌کنندگی فیلم ویپلش نامزد دریافت جایزه اسکار برای بهترین فیلم از هشتاد و هفتمین دوره جوایز اسکار شد.

## زندگی‌نامه
استبروک در شمپین، ایلینوی، ایالات متحده آمریکا بزرگ شد و به مطالعه جامعه‌شناسی در کالج هاروارد پرداخت و در سال ۲۰۰۳ فارغ‌التحصیل شد.

## نامزدها و جوایز
| سال  | جایزه                           | رده         | فیلم  | نتیجه    |
| ---- | ------------------------------- | ----------- | ----- | -------- |
| ۲۰۱۵ | هشتاد و هفتمین دوره جوایز اسکار | بهترین فیلم | ویپلش | نامزدشده |